# Santalum haleakalae
Santalum haleakalae är en sandelträdsväxtart som beskrevs av Wilhelm B. Hillebrand. Santalum haleakalae ingår i släktet Santalum och familjen sandelträdsväxter. IUCN kategoriserar arten globalt som sårbar. Utöver nominatformen finns också underarten S. h. lanaiense.